# Seema Verma
Pour les articles homonymes, voir Verma.
Seema Verma, née le 27 septembre 1970) est une conseillère politique américaine spécialiste de la politique de santé.
Depuis mars 2017, elle est administratrice des services Medicare et Medicaid au sein de l'administration Trump.
Elle est également la fondatrice et ancienne PDG de SVC Inc., une société de conseil en matière de politique sanitaire, acquise par Health Management Associates (HMA) avant sa nomination.

## Biographie

### Éducation
Verma effectue une maîtrise en Sciences de la vie de l'université du Maryland, College Park en 1993.
Elle obtient un master de santé publique avec une spécialisation en politique et gestion sanitaires de la Johns Hopkins School of Public Health en 1996. Diplômée au sein de la catégorie d'excellence en service public Richard G. Lugar, elle est sélectionnée pour participer à l'American Enterprise Institute Leadership Network.

### Carrière

#### Début de carrière
Verma travaille comme vice-président chargé de la planification de l'Health & Hospital Corporation de Marion County ainsi qu'à l' Association of State and Territorial Health Officials, association qui rassemble les personnels publics chargés de la santé.

#### SVC Inc.
En 2001, Verma fonde la société de conseil en politique de la santé, SVC Inc..
Elle assure la présidence de l'entreprise, laquelle travaille avec plusieurs agences publiques pour la préparation de la mise en œuvre de l'Affordable Care Act, et collabore avec les États de l'Indiana et du Kentucky, entre autres, pour concevoir leur expansion de Medicaid dans ce cadre.
Au cours de sa collaboration avec les États de l'Indiana, de l'Ohio et du Kentucky, elle développe des réformes de Medicaid utilisant le statut de dérogation 1115,. SVC fournit une assistance technique à l'État du Michigan dans la mise en œuvre de la dérogation 1115 à Medicaid, aide l'État du Tennessee dans sa proposition d'extension de la couverture de soin et assiste la transition de Medicaid vers des soins gérés dans l'État de l'Iowa.
En 2014, le double rôle de Verma, qui conseille l'État de l'Indiana tout en étant employée par une division de Hewlett-Packard qui figure parmi les plus grands fournisseurs de Medicaid Indiana suscite des accusations de conflits d'intérêts. Jusqu'en 2014, SVC Inc. reçoit plus de 3,5 millions de dollars provenant de contrats avec l'État de l’Indiana, dans une période où Verma travaille simultanément pour Hewlett-Packard. Elle y gagne plus d’un million de dollars, tandis que la société obtient cinq cents millions de dollars de contrats avec l'État.

### Centres de services Medicare et Medicaid

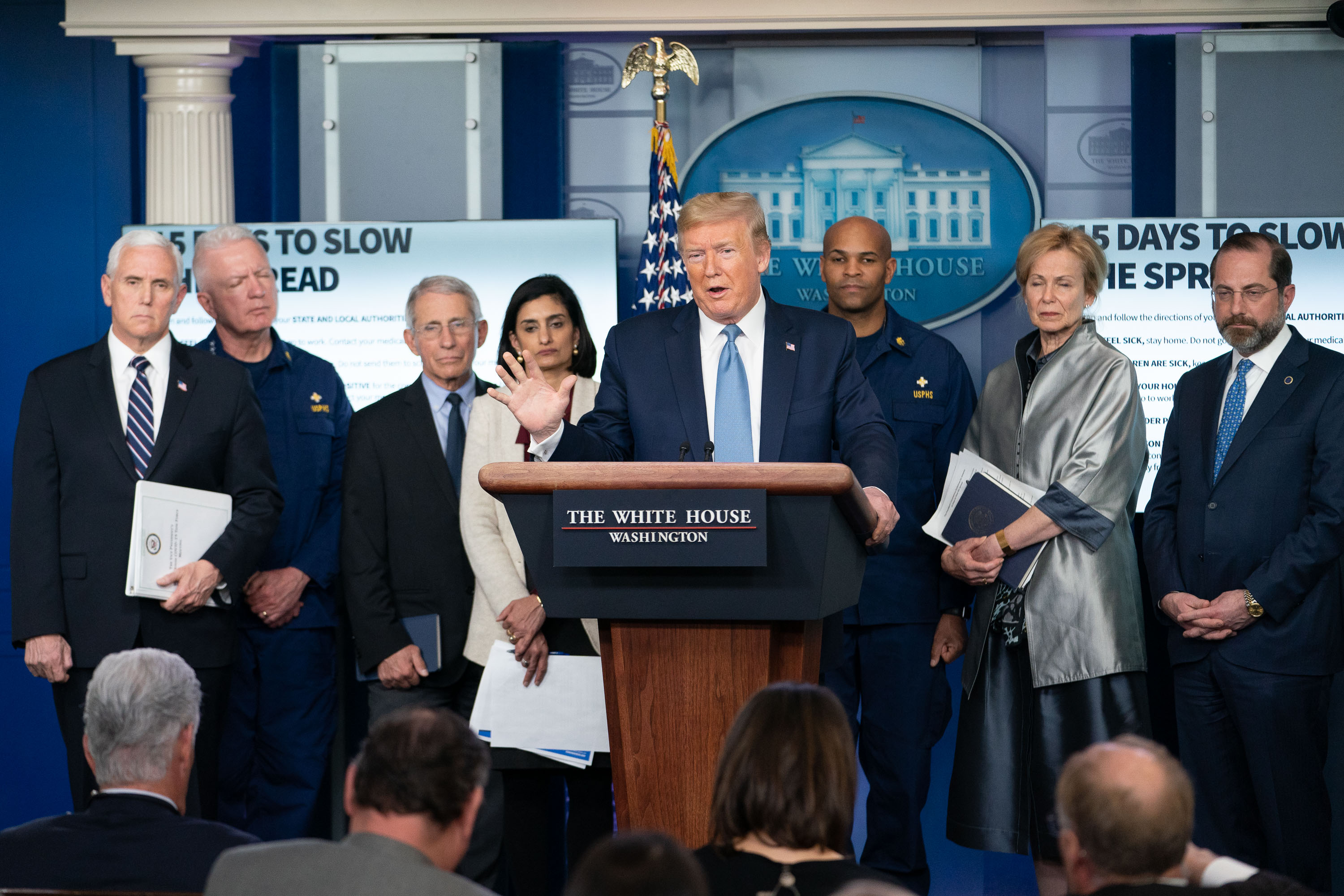
Le président Trump et les membres du groupe de travail sur le coronavirus au sein de la Maison Blanche tiennent un point presse le 16 mars 2020

Le 29 novembre 2016, Donald Trump, en sa qualité de président élu, nomme Verma administratrice de l'agence des centres de services Medicare et Medicaid, chargée de la supervision de ces deux programmes et des marchés de l'assurance-santé. Le 13 mars 2017, le Sénat des États-Unis confirme sa nomination lors d'un vote de 55 voix contre 43.
L'une de ses premières actions est d'envoyer une lettre aux gouverneurs des États qui les exhorte à imposer des primes d'assurance pour Medicaid, à facturer aux bénéficiaires de Medicaid leurs visites aux urgences et à encourager les bénéficiaires à obtenir un emploi ou une formation professionnelle.
Le 25 juillet 2018, Verma prononce un discours à San Francisco où elle critique les projets de Medicare pour tous. Elle y affirme que les systèmes de soins à payeur unique détruiraient Medicare qui fournit une assurance-santé aux personnes âgées, et mèneraient à Medicare pour personne. Le discours et ses attaques répétées contre les propositions d'assurance-maladie pour tous ont conduit à une action en justice alléguant que ses actions violaient la loi Hatch.

## Controverse
En mars 2019, Politico révèle que dans son rôle d'administratrice, Verma a validé des sous-contrats de communication d'une valeur de plus de 2 millions de dollars, sur de fonds publics de contribuables, et dont les bénéficiaires sont des consultants liés aux élus républicains, et d'autres dépenses destinées à accroître sa visibilité et son image publique. Le travail des consultants incluait des propositions pour que Verma apparaisse dans des magazines tels que Glamour et qu'elle soit invitée à des événements prestigieux pour accroître sa notoriété,.
Politico rapporte également que Verma est entrée en conflit avec le secrétaire des Health and Human Services par intérim, Alex Azar, sur la question du plan de remplacement d'Obamacare et à qui en reviendrait le mérite, selon des responsables anonymes au sein de l'administration américaine. Il semble que ce ne soit pas le premier affrontement entre Verma et ses responsables hiérarchiques et Politico rapporte que Verma a engagé un avocat pour déposer une plainte contre le secrétaire Tom Price pour avoir créé un « environnement de travail hostile ».
Le 20 août 2018, Verma dépose une demande selon laquelle elle doit obtenir sur des fonds publics le remboursent de bijoux qui lui auraient été volés lors d'un déplacement professionnel à San Francisco. Après avoir demandé 47 000 $, dont 325 $ pour une crème hydratante et 5 900 $ pour un pendentif de la marque Ivanka Trump, elle reçoit finalement un remboursement de 2 852,40 $.
En décembre 2019, le journaliste Michael Hiltzik du Los Angeles Times déclare : « Seema Verma est la plus grande menace pour les programmes de santé publique dans l'administration Trump, exception faite d'Azar lui-même ».

### Vie privée
Née en Virginie, Verma a déménagé plusieurs fois aux États-Unis avec sa famille et a vécu à Taïwan pendant cinq ans avant de s'installer dans la grande région d'Indianapolis. Son mari, Sanjay, est un pédopsychiatre qui dirige un cabinet médical via l'Indiana Health Group . Le couple a deux enfants, Maya et Shaan. Depuis 2017, Verma et sa famille vivent à Carmel, dans l'Indiana.